# Bán (keresztnév)
A Bán magyar eredetű férfinév, egykori méltóságnév.

## Képzett nevek
- Bános:[1] régi magyar személynév, a Bán kicsinyítőképzős származéka[2]

Bánk

## Gyakorisága
Az 1990-es években a Bán és Bános egyaránt szórványosan fordult elő, a 2000-es években nem szerepelnek a 100 leggyakoribb férfinév között.

## Névnapok
- Bán: február 12.,[2] június 5.,[2] augusztus 28.[2]
- Bános: január 24.,[2] április 16.[2]